# Ichthyodes unicoloripennis
Ichthyodes unicoloripennis là một loài bọ cánh cứng trong họ Cerambycidae.